# Pier Luigi Pagani
Pierluigi Pagani (Cerano, 9 ottobre 1923 – Milano, 3 aprile 2012) è stato un medico italiano ideatore, con Francesco Parenti, dell'organizzazione e diffusione in Italia della Psicologia Individuale Comparata di Alfred Adler.
È stato Presidente Onorario della S.I.P.I., Direttore della Scuola Adleriana di psicoterapia e dell'Istituto Alfred Adler di Milano.

## Biografia
Nato a Cerano, in provincia di Novara, il 9 ottobre del 1923, trascorre la sua infanzia a Trecate e, a nove anni, si trasferisce a Milano dove frequenta le ultime due classi delle elementari. Prosegue gli studi al ginnasio e conclude la maturità al Liceo scientifico Gonzaga.
Dopo il diploma si iscrive alla Facoltà di medicina di Pavia che conclude con una tesi di clinica ortopedica su "La sindrome dell'arto fantasma negli amputati". Durante gli ultimi anni di frequenza universitaria, sul treno che porta gli studenti da Milano a Pavia, conosce e comincia a frequentare Francesco Parenti: nasce così un sodalizio che lo vedrà promuovere la psicologia adleriana in Italia.

## Formazione professionale
Da studente liceale frequenta la biblioteca del Castello sforzesco e scopre "La fisiologia dell'amore" di Mantegazza, L'interpretazione dei sogni e Totem e tabù di Sigmund Freud, "L'Io e l'inconscio" di Carl Gustav Jung. In seguito, durante il servizio militare, prestato presso l'Ospedale Militare di Milano, scopre "Malati incompresi (ciclotimici e fissalgici)" di Giuseppe Bracaloni, ma è costretto ad interrompere questo studio a causa della deportazione in Germania nel 1944.
Dopo la laurea frequenta la divisione medica del Fatebenefratelli in cui i pazienti psichiatrici sono trattati con elettroshock. Ancor più significativa è l'esperienza di medico condotto a Zeme Lomellina, dove i problemi più importanti sono dati dai bambini. L'interesse per la pediatria è causa del contatto con l'Università di Pavia dove Sartori e Panizon danno enorme importanza ai problemi psicologici nell'infanzia. Pagani, insieme a Parenti, frequenta la specializzazione in puericultura concludendo il corso con una tesi sullo sviluppo psichico del bambino. 
Avviata la ricostruzione, dopo la pausa bellica, anche l'editoria ricomincia a muovere i primi passi e con questa riprende la ricerca scientifica. Pagani con Parenti continua la discussione sulla psicologia del profondo iniziata in epoca universitaria; dopo uno studio attento dei testi freudiani e l'approfondimento junghiano, stimolante ma eccessivamente oltre i limiti della psicologia propriamente clinica, l'attenzione si volge ad Adler. Il concetto cardine di Stile di vita soddisfa il desiderio di descrivere e soprattutto interpretare il comportamento umano. 
Affiancando Parenti, anche nella costituzione di associazioni sindacali mediche e proseguendo con la partecipazione all'Associazione Ambrosiana Medici Umanisti e Scrittori, Pagani sostiene e realizza, in pratica e con i mezzi di cui si disponeva allora, le idee che i due andavano maturando: la preparazione dei testi da pubblicare, la promozione della metodologia adleriana nei Congressi, l'organizzazione dei simpatizzanti di Adler. Già dalle prime pubblicazioni si definisce, come utile e proficua, la "collaborazione" con Parenti che durerà, con numerosissime realizzazioni, fino alla morte di quest'ultimo avvenuta nel 1990.
Nel 1969 costituisce con Parenti la Società Italiana di Psicologia Individuale che è assimilata, l'anno dopo, come member-group della International Association of Individual Psychology. Nel 1981 fonda l'Istituto Alfred Adler di Milano dove inizia l'attività sistematica di formazione dei nuovi analisti adleriani. Nel 1990 subentra a Parenti nella Presidenza della S.I.P.I. che condurrà fino al 2006 quando, rassegnerà le dimissioni per ricoprire la carica di Presidente Onorario.
L'opera di diffusione della metodologia adleriana continua: nel 2000, a seguito della legge sulle Scuole di psicoterapia, con l'obiettivo di trasmettere le conoscenze teoriche e le tecniche cliniche della Psicologia Individuale di Alfred Adler, avvia la Scuola di Psicoterapia Adleriana dell'Istituto Alfred Adler di Milano, riconosciuta dal Ministero dell'Università e della Ricerca Scientifica e Tecnologica, di cui è tuttora Direttore. 
Il modello di riferimento, di impostazione psicodinamica, sociale e transculturale, particolarmente adeguato ad affrontare le problematiche della nostra società in continua trasformazione, propone un programma didattico che va dall'analisi del disagio psicologico, all'individuazione e acquisizione dei metodi più adatti ad affrontarlo, alla adeguata preparazione etica dello psicoterapeuta. La formazione consente di utilizzare le competenze acquisite nel campo della clinica terapeutica, della psicopedagogia, del counseling, della diagnosi psicologica.

## Libri e pubblicazioni
Pagani ha tenuto corsi di formazione, oltre che per gli psicoterapeuti della S.I.P.I. anche per medici, psicologi, insegnanti, operatori sociali. Numerose sono le relazioni ai Congressi Nazionali ed Internazionali, gli articoli pubblicati sulla Rivista e nei Quaderni della Rivista. Tra gli altri:
- Pagani, P.L. (2003), Piccolo lessico adleriano - Dizionario argomentato dei lemmi e delle locuzioni della Psicologia Individuale, Istituto Alfred Adler di Milano
- Pagani, P.L. (1996), Il caso della Signora B - Dialoghi adleriani, Quaderni della Rivista di Psicologia Individuale - Numero speciale
- Pagani, P.L. (1996), La distruttività xenofoba: delirio di onnipotenza o legge spietata dell'evoluzione - Riv. Psicol. Indiv., 40: 25-34, Milano
- Pagani, P.L. (1998), La volontà di potenza e il superamento del sentimento d'inferiorità - in Itinerari adleriani(a cura di Sanfilippo, B.) - Franco Angeli, Milano
- Pagani, P.L. (1998), I principi dell'incoraggiamento - in Itinerari adleriani(a cura di Sanfilippo, B.) - Franco Angeli, Milano
- Pagani, P.L. (2000), Discorso sulla Psicologia Individuale e sull'eclettismo - Riv. Psicol. Indiv., 48: 21-39, Milano
- Pagani, P.L. (2003), Dalla pulsione aggressiva al sentimento sociale: sullem tracce del pensiero di Adler - Riv. Psicol. Indiv., 60: 5-36
- Parenti, F., Pagani, P.L. (1967), Dizionario enciclopedico di puericoltura - Hoepli, Milano ISBN 88-203-0223-3
- Parenti, F., Pagani, P.L. (1968), Psicologia e delinquenza - La Nuova Italia, Firenze
- Parenti, F., Pagani, P.L. (1968), I guaritori - Ceschina, Milano
- Parenti, F., Pagani, P.L. (1971), Manuale per l'esame psicologico del bambino e dell'adolescente - Hoepli, Milano ISBN 88-203-0453-8
- Parenti, F., Pagani, P.L. (1976), Il reattivo del Rorschach nell'età evolutiva - Hoepli, Milano ISBN 88-203-1039-2
- Parenti, F., Pagani, P.L. (1980), Protesta in grigio. Nel labirinto della depressione - Editoriale Nuova, Milano
- Parenti, F., Pagani, P.L. (1982), Piano di studi per una formazione preliminare teorica, Istituto Alfred Adler di Milano
- Parenti, F., Pagani, P.L. (1984), Dizionario alternativo di Psicoanalisi, Quaderni della Riv. di Psicol. Individ., Milano
- Parenti, F., Pagani, P.L. (1986), Psichiatria dinamica - Centro Scientifico ISBN 88-7640-045-1
- Parenti, F., Pagani, P.L. (1987), Lo stile di vita. Come imparare a conoscersi - De Agostini, Novara ISBN 88-402-4586-3
- Parenti, F., Pagani, P.L. (1988), Io, Paracelso - Edizioni del Girasole, ISBN 88-7567-191-5
- Parenti, F., Pagani, P.L. (1988), Capire e vincere la depressione. La «Protesta in grigio» dei nostri giorni - De Agostini, Novara ISBN 88-402-0021-5
- Parenti, F. (1981), (con la collaborazione di PAGANI, P.L.) Adler dopo Adler, Teoria generale adleriana, Lineamenti di psichiatria dinamica e tecniche d'analisi, dispense a cura dell'Istituto Alfred Adler di Milano
- Adler, A., Ansbacher H.L., Parenti, F., Pagani, P.L. (1982), Adler e Nijinsky. Da un incontro: ipotesi sulla schizofrenia - Quaderni della Riv. di Psicol. Individ., Milano
- PARENTI, F., Giani Gallino, T., Tibaldi, G., Pagani, P. L., Anglesio, A. (1987), La Psicologia Individuale nel cinquantenario della morte di Adler, Istituto Alfred Adler di Milano